# زيرمانلو
زيرمانلو هي قرية في مقاطعة أرومية، إيران. يقدر عدد سكانها بـ 74 نسمة بحسب إحصاء 2016.